# Bodymoor Heath Training Ground
Bodymoor Heath Training Ground è il centro sportivo dell'Aston Villa, situato a Bodymoor Heath, nel distretto di nord di Warwickshire, in Inghilterra.
Il sito è stato acquistato da un contadino dal precedente proprietario dell'Aston Villa, Doug Ellis, agli inizi degli anni settanta.
Il campo si trova vicino Fazeley, dal lato del canale di Birmingham e Fazeley, a poca distanza dal Drayton Manor Theme Park e Middleton Hall. È vicino anche al golf club The Belfry e al Kingsbury Water Park, a poche centinaia di metri dalla M42 motorway che collega Tamworth e Birmingham.
Molti calciatori del passato e del presente dell'Aston Villa hanno preso casa nell'area, in una zona rurale delle Midlands, per arrivare velocemente al campo d'allenamento.

## Sviluppo
Nonostante Bodymoor Heath fosse allo stato dell'arte negli anni Settanta, il centro si è ben sviluppato, ma all'inizio degli anni novanta l'impianto risultava già datato. Questo ha portato l'allora tecnico dell'Aston Villa, John Gregory, a criticare Doug Ellis, definendolo "bloccato in uno spazio senza tempo", invitandolo così ad investire nella struttura.
La concessione del permesso di pianificazione per ristrutturare la sede e lavorare al terreno fu un grosso problema, per le intenzioni del club. Non è stato possibile lavorarci fino a novembre 2005, quando Ellis ha annunciato l'inizio dei lavori da dividere in due fasi, per un valore di otto milioni di sterline. Prima il campionato 2005-2006 si verificassero, Ellis aveva dichiarato che sarebbe stato reso disponibile un budget per il mercato sufficiente per una posizione di metà classifica. Invece, la squadra terminò la stagione al sedicesimo posto e, di conseguenza, lo sviluppo di Bodymoor Heath è stato interrotto, dopo essere stato già ridimensionato.
Una volta che Randy Lerner ha acquistato il club a settembre 2006, l'Aston Villa ha annunciato che i lavori di sviluppo sarebbero proseguiti. Il nuovo campo d'allenamento è stato presentato il 6 maggio 2007, e la squadra ci si è trasferita per lavorare al campionato 2007-2008.